# Postakocsi-állomás és vendégfogadó (Mezőhegyes)
Mezőhegyes egyik impozáns épülete a volt a Postakocsi-állomás és Vendégfogadó, melyet a helyiek Hangai-háznak is neveztek, és még a mai napig neveznek az egykori vendégfogadó bérlőjéről.

## Története
1789-ben épült copf stílusban Jung József tervei alapján. 1787-től Mezőhegyes vásártartási jogot kapott, így a fogadó elsősorban a vásárokra érkező vendégeket szolgálta ki. A szállóvendégeken kívül főleg a katonák látogatták a vendéglőt, az egykori méneskari huszárok. „Civil” vendégeknek nem is volt tanácsos mulatozás céljából betérni a vendéglőbe. 1984-es felújítását követően Mezőgazdasági és Ipari Szakképző középiskolaként üzemelt, ma is középiskolaként üzemel, mint a Harruckern János Közoktatási Intézmény mezőhegyesi egysége.

## További Információk
- A Harruckern János Közoktatási Intézmény honlapja